# غريغ بال (سياسي)
غريغ بال (بالإنجليزية: Greg Ball)‏ هو ضابط وسياسي أمريكي، ولد في 16 سبتمبر 1977 في قرية باولينغ في الولايات المتحدة. نشط حزبياً في الحزب الجمهوري. وقد انتخب عضو جمعية ولاية نيويورك وانتخب عضو مجلس ولاية نيويورك.

## وصلات خارجية
- الموقع الرسمي